# Rio Pinhão (Jordão)
Der Rio Pinhão ist ein etwa 85 km langer linker Nebenfluss des Rio Jordão im Süden des brasilianischen Bundesstaats Paraná.

## Etymologie
Pinhão bedeutet auf Deutsch Pinien- bzw. Araukarienkern. Anfang des 19. Jahrhunderts legten Silvério de Oliveira und seine Frau Antonia Maria de Jesus in der Nähe des Flusses einen Hof an und nannten ihn wegen der ausgedehnten und schönen Pinienwälder Imóvel Pinhão (Piniengrundstück).

## Geografie

### Lage
Das Einzugsgebiet des Rio Pinhão befindet sich auf dem Terceiro Planalto Paranaense (Dritte oder Guarapuava-Hochebene von Paraná).

### Verlauf
Sein Quellgebiet liegt im Munizip Guarapuava auf 1.087 m Meereshöhe etwa 7 km nordöstlich der Ortschaft Entre Rios.
Der Fluss verläuft zunächst in südwestlicher Richtung. Südlich von Entre Rios, ab der linksseitigen Einmündung des Rio São Jerónimo, wendet er seinen Lauf überwiegend nach Westen.
Ab der rechtsseitigen Einmündung des Rio Socorro wird er zum Grenzfluss zwischen Guarapuava und Pinhão. Er mündet auf 812 m Höhe von links in den Rio Jordão. Er ist etwa 85 km lang.

### Nebenflüsse
links:
- Rio São Jerónimo
- Rio Descadeirado
- Rio da Tapera

rechts:
- Rio Socorro

### Wasserfall
Etwa 5 km genau östlich des Ortes Entre Rios bildet der Fluss den Wasserfall Cachoeira do Reiter, auch Cachoeira do Pinhãozinho genannt. Der Wasserfall liegt auf Privatgrund. Er ist nur mit Erlaubnis des Besitzers mit geländegängigen Fahrzeugen wie Vierradantrieb oder Mountainbike zugänglich.